# 村上備中入道
村上備中入道（むらかみびっちゅうにゅうどう）は、室町時代の武将。海賊衆・警固衆因島村上氏の初代当主。村上吉豊(むらかみよしとよ)または村上顕長(むらかみあきなが)とも。左衛門大夫。備中守。備中入道。村上顕成の次男。村上吉資の父。

## 名称
村上水軍(後期)の初代としては村上義弘の名が知られており、この義弘を村上備中に比定する向きがあり、一部では村上備中・備中入道を使わず村上義弘として記述する二次資料もある。吉豊・顕長の呼称は因島村上氏・能島村上氏および各資料に伝わる名である。歴史資料の備中入道という名称については子の村上吉資も備中守であることから吉資を比定する説もある。しかし、1427年・1428年の資料のあと、吉資と確認ができる1449年、その後の1462年の資料と20年以上時代に開きがあることから吉資の父親すなわち初代因島村上氏であると受け取る方が理にかなうと思われる。

## 記録
1427年(応永23年)。足利義持は赤松満祐の家督相続の混乱に際して播磨まで軍を進めた村上備中入道に感状を与えている。
1428年(正長元年)。備後守護山名時煕が因島の村上備中入道に「多島」(内海町田島)の地頭職を「給分」として与えている。